# إد بن سعيد (آيت علي لقبلت)
إد بن سعيد هو دُوَّار يقع بجماعة أنفك، إقليم سيدي إفني، جهة كلميم واد نون في المملكة المغربية. ينتمي الدوّار لمشيخة آيت علي لقبلت التي تضم 59 دوار. يقدر عدد سكانه بـ 106 نسمة حسب الإحصاء الرسمي للسكان والسكنى لسنة 2004.

## روابط خارجية
- البوابة الوطنية للجماعات الترابية
- المندوبية السامية للتخطيط